# Vladimír Michálek
Pour les personnes ayant le même patronyme, voir Michálek.
Vladimír Michálek, né le 2 novembre 1956 à Mladá Boleslav, est un réalisateur et scénariste tchèque.

## Biographie
Michálek est diplômé en 1992 de l'Académie tchèque du film FAMU de Prague. Il débute en réalisant des films documentaires. Il rejoint les studios Barrandov comme assistant réalisateur, où il travaille avec Andrew Birkin pour Burning Secret, Reinhard Hauff, Ted Kotcheff pour Franc-tireur, Margarethe von Trotta et Bernhard Wicki.
Son premier long métrage, en 1994, L'Amérique, est une adaptation libre du roman demeuré inachevé Le Disparu (ou L'Amérique) de Kafka. La Lumière oubliée suit en 1996 et est une adaptation cinématographique d’une nouvelle de Jakub Deml.
Michálek est marié et père de trois enfants.

## Filmographie partielle

### Cinéma
- 1987 : In the Temple of Nature (documentaire)
- 1990 : The Painful Silence (documentaire)
- 1992 : Oh Mr. Anderson (documentaire)
- 1994 : L'Amérique, (Amerika)
- 1996 : La Lumière oubliée, (Zapomenuté světlo)
- 1998 : Le Piège ou Il faut tuer Sekal, (Je třeba zabít Sekala)
- 1999 : Prague vue par..., Michálek a réalisé Le Trait blanc, l'un des quatre courts métrages qui composent le film
- 2000 : Ange Exit, (Anděl Exit), scénario écrit en collaboration avec Jáchym Topol
- 2001 : Printemps d'automne, (Babí léto), avec Vlastimil Brodský
- 2008 : Of Parents and Children, (O rodičích a dětech)
- 2012 : Město ptáků

### Télévision
- 1999 : Jistota (téléfilm)
- 2004 : Lovec a datel (téléfilm)
- 2004 : Pískovna (téléfilm)

### Vidéos clip
- Černí Anděl (Black Angels), du groupe Lucie
- Podlehám, de Chinaski

## Récompenses et distinctions
Printemps d'automne a remporté de nombreux prix :
- 2003 : Prix du meilleur film en langue étrangère au Festival de l'humour
- 2002 : Prix du Public au Festival international du film de Cleveland
- 2002 : Prix du Public au Festival international du film de Saint-Louis (Missouri)
- 2003 : Prix du Public au Festival du film de Sedona